# Liste der Biografien/E
Liste der Biografien |
Portal Biografien |
Personensuche
# |
A |
B |
C |
D |
E |
F |
G |
H |
I |
J |
K |
L |
M |
N |
O |
P |
Q |
R |
S |
T |
U |
V |
W |
X |
Y |
Z |
?
 
Ea |
Eb |
Ec |
Ed |
Ee |
Ef |
Eg |
Eh |
Ei |
Ej |
Ek |
El |
Em |
En |
Eo |
Ep |
Eq |
Er |
Es |
Et |
Eu |
Ev |
Ew |
Ex |
Ey |
Ez
Die Liste der Biografien führt alle Personen auf, die in der deutschsprachigen Wikipedia einen Artikel haben. Dieses ist eine Teilliste mit 12 Einträgen von Personen, deren Namen mit dem Buchstaben „E“ beginnt.

## E
- E, Halfdan (* 1965), dänischer Komponist
- E, Jingping (* 1956), chinesischer Politiker (Volksrepublik China)
- E, Kwam (* 1995), deutscher RapperKwam E (* 1995)

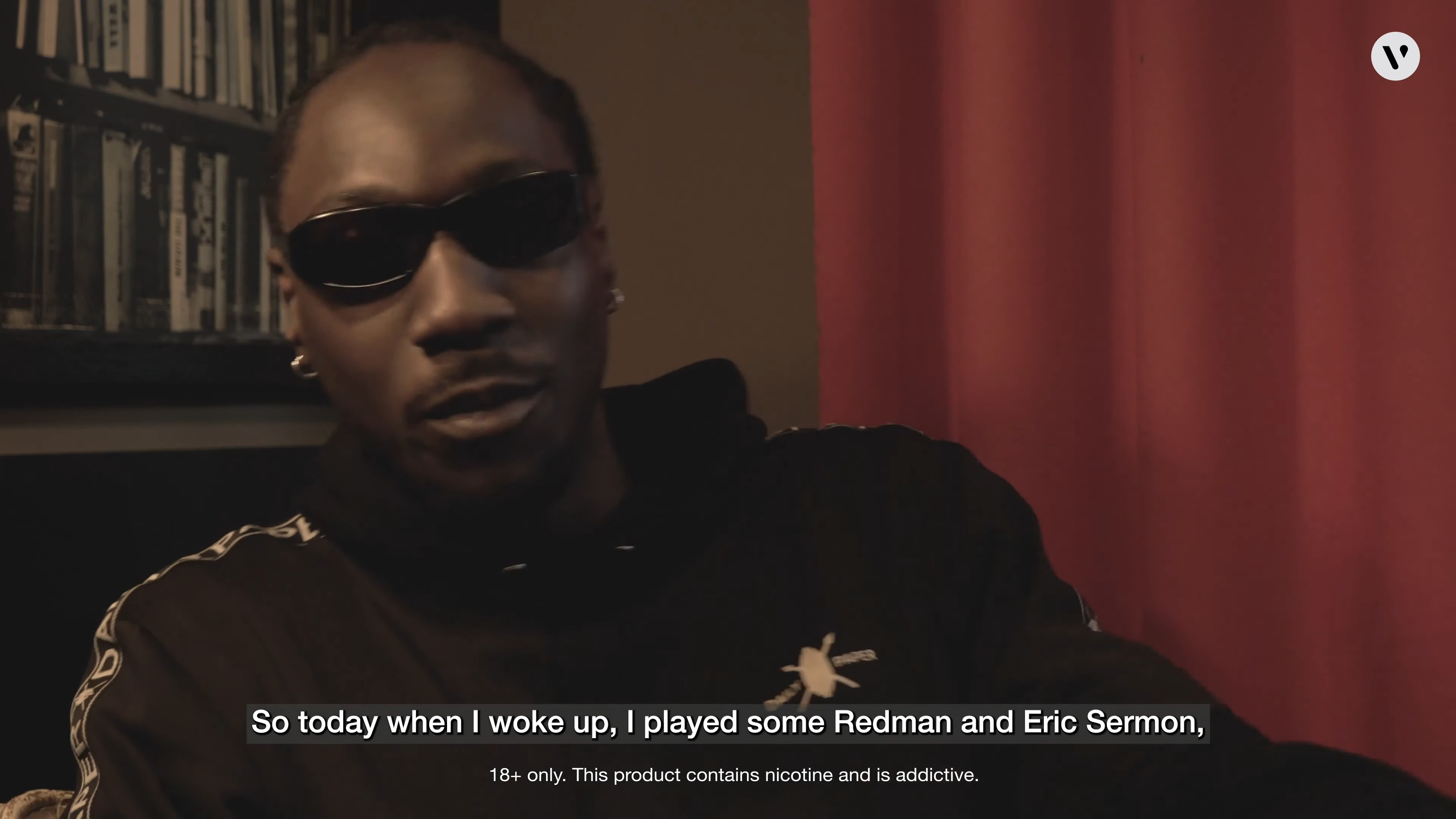
Kwam E (* 1995)

- E, Robbie (* 1983), US-amerikanischer Wrestler
- E, Weinan (* 1963), chinesischer Mathematiker
- E-40 (* 1967), US-amerikanischer Rapper
- E-Type (* 1965), schwedischer Dancemusiker
- E., Lina (* 1995), deutsche Linksextremistin
- E.-E., Marc-Alastor (* 1971), deutscher Schriftsteller
- E.K.R. (* 1970), Schweizer Rapper
- E.R., deutscher christlicher Rapper und Songwriter
- E.S.G., US-amerikanischer Rapper